# Alberto Baeza Flores
Alberto Baeza Flores (Santiago del Cile, 11 gennaio 1914 – Miami, 1998) è stato uno scrittore e giornalista cileno.
Ha co-fondato la rivista La Poesía Sorprendida, Acento y Expresión.

## Pubblicazioni
- Israel (La estrella en el huracan)
- Tercer mundo (Poesia comprometida)
- Las cadenas vienen de lejos
- Cuaderno de la Madre y del Nino
- Poesía caminante, 1934-1984
- Tres piezas de teatro hacia el mañana (Shakespeare Siglo XXI)
- La muerte en el paraiso: Novela de la revolucion Cubana
- Las dos orillas: Poemas de los encuentros (Colección Ariadna)

## Traduzioni
- Poemas para cuatro manos tr. Beatriz Zeller

| Controllo di autorità | VIAF (EN) 49220015 · ISNI (EN) 0000 0000 8380 5744 · LCCN (EN) n50019414 · GND (DE) 1056172797 · BNE (ES) XX838716 (data) · BNF (FR) cb11885673d (data) · J9U (EN, HE) 987007431203405171 |